# Municipio de Grant (condado de Clinton)
El municipio de Grant (en inglés: Grant Township) es un municipio ubicado en el condado de Clinton en el estado estadounidense de Iowa. En el año 2010 tenía una población de 264 habitantes y una densidad poblacional de 2,82 personas por km².

## Geografía
El municipio de Grant se encuentra ubicado en las coordenadas 41°53′56″N 90°43′8″O / 41.89889, -90.71889. Según la Oficina del Censo de los Estados Unidos, el municipio tiene una superficie total de 93.64 km², de la cual 93,51 km² corresponden a tierra firme y (0,13 %) 0,12 km² es agua.

## Demografía
Según el censo de 2010, había 264 personas residiendo en el municipio de Grant. La densidad de población era de 2,82 hab./km². De los 264 habitantes, el municipio de Grant estaba compuesto por el 97,35 % blancos, el 0,38 % eran de otras razas y el 2,27 % eran de una mezcla de razas. Del total de la población el 1,52 % eran hispanos o latinos de cualquier raza.